# The Ridiculous 6
The Ridiculous 6 o Los seis hermanos ridículos es un wéstern cómico de 2015 dirigido por Frank Coraci y escrito por Tim Herlihy y Adam Sandler. La película es una parodia de los Wéstern en general, y del clásico de 1960, Los Magníficos Siete en particular. Protagonizada por Adam Sandler, Terry Crews, Jorge García, Taylor Lautner, Rob Schneider, y Luke Wilson. Su estreno mundial corrió a cargo de Netflix el 11 de diciembre de 2015.

## Sinopsis
El lejano oeste es el escenario en el cual seis hermanastros unen destrezas para buscar lo único que los une, su padre. Todos ellos son increíblemente diferentes y cada uno tiene una historia particular. A lo largo de su aventura, se van encontrando con cada vez más sorpresas.

## Reparto
- Adam Sandler como Tommy "White Knife" Stockburn.[2]
- Terry Crews como Chico.[2]
- Jorge García como Herm.[3]
- Taylor Lautner como Lil' Pete.[2]
- Rob Schneider como Ramon.[2]
- Luke Wilson como Danny.[2]
- Nick Nolte como Frank Stockburn.[2]
- Will Forte como Will Patch.[2]
- Nick Swardson como Nelly Patch.[2]
- Steve Zahn como Clem.[2]
- Julia Jones como Smoking Fox.
- Lavell Crawford como Gus Patch.[2]
- Jared Sandler como Babyface Patch.
- Paul Sado como Stumbles Patch.
- Danny Trejo como Cicero.[2]
- Harvey Keitel como Smiley Harris, dueño de "The Golden Nugget".[4]
- Steve Buscemi como Doc Griffin.[2]
- David Spade como el general Custer.[2]
- Whitney Cummings como Susannah.[2]
- Jon Lovitz como Ezekiel Grant.[2]
- Saginaw Grant como Screaming Eagle.
- Norm Macdonald como Nugget Customer.
- Chris Parnell como el gerente del banco.[2]
- Blake Shelton como Wyatt Earp.[2]
- John Turturro como Abner Doubleday.[5]
- Vanilla Ice como Mark Twain.[2]
- Dan Patrick como Abraham Lincoln.
- Chris Kattan como John Wilkes Booth.
- Lenda Murray como la madre de Chico.[6]
- Jackie Sandler como Never Wears Bra.

## Producción
Paramount Pictures adquirió los derechos sobre la película el 26 de octubre de 2012, y la producción comenzó en abril de 2013. La productora Happy Madison perteneciente al propio Adam Sandler firmó un acuerdo con Netflix el 1 de octubre de 2014, mientras que Warner Bros. dejó la producción el día 7 del mismo mes. En enero de 2015, Netflix tomó las riendas de la película incluyendo en el reparto a Taylor Lautner, Nick Nolte, Blake Shelton, Steve Buscemi, Rob Schneider, Jorge García, Will Forte, Vanilla Ice, y Luke Wilson. La fotografía principal empezó en febrero de 2015, y acabó en mayo de 2015.

## Estreno
La película se estrenó en Netflix el 11 de diciembre de 2015.

## Recepción

### Respuesta de la crítica
The Ridiculous 6 ha sido repudiada por los críticos. En Rotten Tomatoes la película tiene, basada en 11 reseñas, una puntuación media de 2.2/10 con su consenso declarando: «Cada pedazo flojamente ofensivo como podrían sugerir su reparto al igual que su concepto, The Ridiculous Six es el filme estándar para los fanáticos de Adam Sandler y un filme que debe ser evitado por los cinéfilos de cualquier otra convicción». En Metacritic la película tiene una puntuación de 17 sobre 100, basado en 9 críticas, indicando una «aversión agobiante».